# Bitka za Odžak
Bitka za Odžak je posljednja bitka koju su na prostoru Nezavisne Države Hrvatske (NDH) organizirano vodile Oružane snage NDH protiv Narodnooslobodilačke vojske i partizanskih odreda Jugoslavije. Bitka je također poznata kao jedna od posljednjih bitaka Drugog svjetskog rata na tlu Europe, o kojoj je napisano i nekoliko knjiga.   
Odžak se nalazi u ravničarskom dijelu Posavske doline južno od rijeke Save, današnja Bosna i Hercegovina. S istoka i sjevera okružuju ga sela koja su također u nizinskom dijelu, a sa zapada i juga sela koja su smještena na obroncima Vučjaka, u brdovitom dijelu općine.
Bitka je završila pobjedom partizanskih odreda i porazom ustaških snaga.

## Pozadina
Nakon proglašenja Nezavisne Države Hrvatske općinsku vlast u Odžaku ustrojio je zemljoposjednik i odvjetnik, ustaški logornik i natporučnik (kasnije satnik) dr. Zdenko Odić. Zbog svog ugleda među Hrvatima, katolicima i muslimanima, kao i Srbima odžačkoga kraja, izabran je za glavnog zapovjednika vojske, redarstva i oružništva. Srbi nisu imali primjedbi na lokalnu vlast, jer su bili zastupljeni u upravi i nitko ih nije uznemiravao. Jugoslavenski partizanski publicist Mehmedalija Tufeković piše: "U našem kraju u 1941. godini nije bilo većih žrtava ustaškog terora. Sve do mjeseca maja 1942. na našem području nije stradao čak ni jedan Jevrej."
No problemi će se pojaviti kad četnici s obližnjih brda počnu huškati Srbe da se suprotstave hrvatskoj vlasti. Četnici pljačkaju i pale po okolnim selima, ali ih ustaška vojnica relativno uspješno uspijeva zadržati podalje od većih naselja. U borbi s četnicima 8. ožujka 1943. gine dotadašnji zapovjednik vojske dr. Zdenko Odić. Tada na pozornicu stupaju Ustaše Petar Rajkovačić i Ivan Čalušić. Obojica su, kao uostalom i svi tamošnji vojnici, bili "domaći" ljudi, Rajkovačić je rođen u Bijelim Barama 9. svibnja 1919., a Čalušić u Potočanima 7. ožujka 1910. godine. Nekoliko uspješnih akcija Petra Rajkovačića, poput zaustavljanja partizana u Bijelim Barama u kolovozu 1943. i uništavanja četnika u Balegovcu, donijele su mu dobar glas koji se pročuo širom Posavine. Rajkovačić preuzima ulogu pokojnog Odića i kao ustaški logornik do pred sam kraj rata vodi mnoge bitke s četnicima, a selu Prudu postavlja im s dvadesetak svojih dragovoljaca zasjedu i zasipa ih unakrsnom vatrom. Četnici padaju kao otkosi, a među njima i njihov poznati zapovjednik Mile Božičković. Tu Rajkovačić potpuno razbija četnike, tako da su i sami partizani napisali: Nakon onog poraza od Rajkovačićevih ustaša, Mihailovićevi četnici nikada više nisu predstavljali važniju vojničku snagu. U završnim smo ih borbama lako razbili. 
Stipo Pilić i Blanka Matković pišu o formiranju prvih seoskih straža lojalnih vlastima NDH na širem području Odžaka već 1941. god., ali jačanje, bolju organizaciju i dodatnu obuku tih postrojbi radi zaštite lokalnog hrvatskog stanovništva od djelovanja postrojbi četnika - koji su se upuštali u ozbiljni teror protiv hrvatskih civila - i partizana s obližnjeg planiskog područja Vučjaka i Majevice smještaju na kraj 1943. i početak 1944. godinu. Te su postrojbe bile dodatno ojačane tovarom oružja prevoženog njemačkim brodom (koji je prenosio opskrbru za bojište koje se tada uspostavljalo u Srbiji) kojega su saveznički avioni potopili na Savi kod mjesta Zorice.

#### Neposredno prije bitke
Cijela Posavska dolina bila je tada jedno od sigurnijih i mirnijih mjesta u NDH, pa će Petar Rajkovačić, po usmenoj predaji, poručiti i samomu Poglavniku Paveliću da, ako se ne osjeća sigurnim u Zagrebu, neka samo dođe u Odžak. Rajkovačić, inače, poznat po nagloj naravi i u svoje je postrojbe uveo čeličnu stegu, za čije je nepoštivanje slijedila kazna smrti. Nije podnosio laž, kukavičko i podmuklo vladanje, neposlušnost i neodgovornost. Nitko mu nije smio reći "neću" ili "ne mogu". U borbi je bio hladnokrvan i nemilosrdan i nije poznavao strah. Svojim vojnicima je govorio: "U borbi se ubija. Ako to ne učiniš, neprijatelj će ubiti tebe. Nemoj se zavaravati kad su u pitanju četnici i komunisti. Kod njih nema milosrđa i poštenja. Da ima, ne bi nas napadali na našim pragovima". Zanimljivo je da su se Petrovi vojnici međusobno oslovljavali s Baja, pa je tako poslije rata i Petar spominjan kao Baja Petar Rajkovačić.
Položaje za obranu Odžaka utvrdio je i temeljito pripremio inženjer Blaž Jurkić, visokokvalificirani inženjerijski stručnjak. Bilo je izgrađeno mnogo rovova, zapreka od bodljikave žice. Posebno su bili utvrđeni rovovi prema rijeci Bosni. Branitelji Odžaka raspolagali su s velikim količinama dobrog naoružanja, streljiva i hrane. Hrvatske postrojbe postavljene su na sve važnije strateške točke branjenog teritorija. Vanjska obrana postavljena je južno od Save, rubovima sela: Svilaj, Vrbovac, Lipik, Duge Njive, Potočani, Srnava, Pećnik, Jakeš, Dobor-kula. Zatim je crta obrane išla jugoistočno uz lijevu obalu rijeke Bosne, na potezu Odžak, Balegovac, Mrka Ada, Prud. Sa sjevera crta obrana je išla desnom obalom Save: Svilaj, Donji Brezik, Zorice, Trnjak, Devići i Prud. Svako od ovih sela bilo je posebno utvrđeno i osigurano.
Branitelji nisu imali čak ni vojni zemljovid, ali su svi dobro poznavali svoj kraj. Obrambeni su rovovi iskopani tako da je u svaki rov mogao stati jedan odjel vojnika, a bili su pokriveni drvenim trupcima kao zaštitom od minobacačkih granata. Obranom je zapovijedao Ivan Čalušić koji je sa svojom vojskom držao sam Odžak te sela Srnavu, Jošavicu, Potočane, Vrhovac i Svilaj. Petar Rajkovačić zapovijedao je ostalim područjem u odžačkoj okolici, a obranu južnog krila odžačkoga kraja (Pečnik) Petar je povjerio svom bratu Ivi (rođen 10. ožujka 1916.). Istočno krilo držali su Pejo Ilak (Gornja Dubica) i Martinović (Balegovac).
Krajem 1944. i početkom 1945. god. postrojbe Hrvatskih oružanih snaga koje su branile područje Odžaka uspješno su odbile više značajnih napada četničkih i komunističkih postrojbi. Međutim su se te snage - smatra se da su imale oko 3.000 pripadnika - izbijanjem jugoslavenskih snaga na područje Dervente 19. travnja 1945. i na područje Slavonskog Broda 21. travnja 1945. godine našle u okruženju. Prvi neuspješni pokušaj zauzimanja Odžaka izvela je 25. srpska divizija JA Nakon nekoliko dana borbi, jugoslavenske snage su privremeno odustala od nastojanja da unište postrojbe koje su branile Odžak, te su ostavile postrojbe 27. istočnobosanske divizije i 19. birčanske brigada JA da ih blokiraju; njima se potom pridružila i 20, romanijska brigada.

## Bitka

#### Planovi sukobljenih strana
Nakon oslobođenja Sarajeva 6. travnja 1945. godine i povlačenja Nijemaca i ustaša prema sjeveru, preko Zenice i Doboja, na prostoru donjeg toka rijeke Bosne spojili su se korpusi formacija NOVJ s jasnim instrukcijama da se u što hitnijem roku spoje s jedinicama Crvene armije i NOVJ na Srijemskom frontu, s kojim bi zatim zajednički zatim trebali nastaviti gonjenje njemačke vojske i vojski NDH koje su se povlačila prema Austriji. Jedan od razloga velike žurbe bio je taj što su jugoslavenske vlasti htjele Saveznicima pokazati da kontroliraju situaciju i teritorij te se jedino s njima može razgovarati o budućnosti zemlje. Izvršenju te zapovijedi Vrhovnog štaba NOVJ bila je velika prepreka područje Odžaka u Bosanskoj Posavini. Zbog toga su donesene instrukcije za promjenu prvobitnog plana, te su partizani prvo bili prisiljeni zaobići Odžak i krenuti prema sjeverozapadu.
Mjesec je travanj 1945. godine, hrvatska vojska se organizirano povlači iz Bosne prema dogovorenoj "Zvonimirovoj liniji," ali Rajkovačić sa svojim vojnicima odlučuje dočekati Jugoslavensku armiju i braniti Odžak. U početku je i on razmišljao da se s vojskom povuče na Zapad, ali su svi zapovjednici taj plan odbili, pa je na kraju dogovoreno da se ostaju boriti do zadnjeg čovjeka. Zašto su se odlučili na takav, može se reći samoubilački, potez teško je sa sigurnošću reći. Sigurno je jedino da Hrvate Hitlerov nacionalsocijalizam nije zanimao, već ih je zanimala jedino opstojnost države Hrvatske. Odluku o nepovlačenju je obrazložio Petrov brat Ivo riječima: "Svjestan sam da idemo u borbu koju ćemo izgubiti i u kojoj ćemo vjerojatno svi izginuti. No, bit će to i naša najsnažnija poruka budućim naraštajima i svjedočanstvo, kako se Hrvat bori za svoj opstanak na vlastitoj rodnoj grudi. Unatoč ovoj našoj naizgled uzaludnoj žrtvi, uvjeren sam, da će naša domovina Hrvatska jednom biti slobodna. Kad ne bi bilo tako, onda bi pravda na zemlji bila zauvijek mrtva."
Uskoro je pao i Berlin, što je označilo kraj Drugog svjetskog rata u Europi. Međutim, Odžak se još uvijek nije predavao partizanskim snagama.
4. – 5. svibnja traje pokušaj snaga JA, kojima se pridružuje i 14. srednjobosanska brigada, da zauzmu područje Odžaka. Taj pokušaj ne uspijeva, te će nastaje zatišje koje će potrajati sve do 22. svibnja 1945. godine.

#### Odnos snaga pred početak bitke
Petar pod svojim zapovjedništvom ima oko 850 vojnika, Ivan Čalušić oko 1.000, a pridružilo im se i nekoliko stotina pripadnika seoske straže. Sa streljivom su dobro stajali jer su se njime opskrbili s njemačkog ratnog broda koga su u jesen 1944. saveznički zrakoplovi pogodili i onesposobili na Savi kod Zorića, a bio je pun ratnog materijala. U travnju 1945. na području odžačke općine našla se i veća skupina hrvatskih vojnika iz Bosne i Slavonije, kojima su zapovijedali pukovnici Ibrahim vitez Pjanić i Avdaga Hasić.
Bitka za Odžak počela je 19. travnja 1945. Tjedan dana ranije, 27. divizija, 3. korpusa partizanske vojske dobila je zapovijed da presiječe odstupanje neprijateljskih snaga u dolini Bosne, ka Brodu, uz pomoć 2. armije i 57. divizije, a sve s namjerom da 2. armiji pripremi teren da bi u njenom nadiranju na zapad osigurali nesmetane prometne, industrijske i druge preduvjete. U sastavu 3. korpusa JA bile su 27. divizija kojom je zapovjedao Miloš Zekić, 38. divizija kojom je zapovjedao Franjo Herljević i 53. divizija kojom je zapovjedao Đurađ Predojević. Odnos snaga u korist partizana bio je 11 prema 1.
Na strani JA, značajno je osobito bilo uključivanje 18. srednjebosanske brigade, koja je raspolagala tenkovima i topništvom.

#### Početak bitke
Partizanska akcija ili akcija NOVJ započela je pokušajem blokiranja ustaša u trokutu između rijeke Bosne i Save s dvije strane, i planine Vučjak s treće strane. U tu akciju su poslane 16. muslimanska brigada, 19. birčanska brigada, 14. i 27. srednjebosanska brigada, a sve spomenute brigade pripadale su 53. diviziji. Zapovijed je bila "Opkoli i odmah uništi!"
Ovom su akcijom partizani pokušali na brzinu, "očistiti teren i uništiti svu bandu." Kolike su napore ulagale partizanske jedinice i s kolikim snagama su napadali, govori i podatak da su tijekom 25. travnja 1945. godine, 25. divizija, 18. divizija i dijelovi 16. srpske brigade izvršile proboj od sela Svilaja preko Novigrada ka Prudu, a da su s 19. srpskom i dijelovima 16. muslimanske brigade krenuli na Vlašku Malu (danas Posavska Mahala). Zapovijed je bila da 16. muslimanska izvrši što jači pitisak na branitelje i time ih onemogući da pošalju pomoć u obrani protiv jedinica 25. divizije. Vidjevši da se ustaše ne misle predati, štab 25. divizije zapovijedio je 16. muslimanskoj da se taj prostor pod svaku cijenu mora zauzeti, naglašivši: "to je naređenje Tita, generalštaba i štaba 2. armije". 
U Beogradu su već uvelike pripremali proslavu rođendana vrhovnog komadanta Jugoslavenske armije Josipa Broza Tita, a obrana Odžaka još nije bila slomljena. Partizanski generalštab izdao je zapovijed: do Titovog rođendana, Odžak mora pasti! Hrvatski vojnici su na početne napade neprijatelja odgovorili žestokim protuudarom. Tog dana iz stroja je izbačen zapovjednik 16. muslimanske brigade Spasoje Mičić, a kasnije i komesar 4. bataljona 16. brigade Matija Tunjić (nekoliko dana kasnije ubijen je i Miloš Trišić, komandant 19. birčanske brigade). U tom protunapadu, partizani su vraćeni ne samo na početne položaje, nego i dalje. Marko Marić iz Dobrinje, jedan od preživjelih svjedoka kaže: "Jutarnji napadi nekako već postanu dosadni, stoga se naši bojovnici odluče ne samo za obranu već i za kontranapad...
Kad smo krenuli za partizanima i kad su nas uočili dali su se u bijeg, ali su iz pozadine osuli strahovitu vatru iz bacača po nama.
Partizani nisu očekivali da ćemo ih goniti sve do Odžaka i da ćemo ući u sam Odžak, ali su se prevarili. Kad su vidjeli da naša potjera nije šala, dali su se u još jači bijeg." O ovakvom razvoju situacije govori i Ahmed Đonlagić koji gledajući situaciju s partizanske strane svjedoči o istom.
Josip Broz Tito 30. travnja upozorava štab 3. korpusa Jugoslavenske armije, da će snositi punu odgovornost "ako se teren brzo ne očisti i ne zavede puni mir i bezbednost."

#### Početak najžešćih sukoba
Zapovjednik akcije Miloš Zekić odredio je 4. svibnja 1945. godine za početak opkoljavanja i "čišćenja". Prethodno navedene četiri partizanske brigade trebale su, svaka na svom pravcu napredovanja, istovremeno na juriš zauzeti ustaške bunkere, s ciljem probijanja u "srce" neprijateljskih snaga. Iste večeri pojedine partizanske kolone uspjele su stvoriti takozvane "klinove" u međuprostorima, ali nisu uspjeli slomiti niti jednu točku ustaškog otpora. Zaista, znajući da im je ovo posljednja bitka ustaše su se borili na život i smrt. Donesena je kolektivna odluka da predaje i zarobljenika nema. Jugoslavenskim se partizanima pridružio i veliki broj četnika koji su kokardu zamijenili petokrakom. Po ustaljenoj praksi svi su četnički vođe, izuzev Bože Matića koji je sa svojim četnicima bio stacioniran na Trebavi i u Dugoj njivi, svoje formacije dolaskom partizanskih jedinica stavile na raspolaganje "narodnoj vojsci" tj. partizanskim komunistima. Sada su u istom stroju gazili proleteri i bivši četnici iz vučjačkog i trebavskog četničkog odreda, koji su počinili teške zločine nad civilima.
Partizani pokreću sve raspoložive snage na Odžak s ciljem da slome obranu. Borbe su nemilosrdne, gore nebo i zemlja. Uspijevaju potisnuti ustaše iz Odžaka u Vlašku Malu. To je selo smješteno u ravnici bez brdovitih predjela, s izvrsnim pregledom svih prilaznih puteva. Naime, ustaše su se pobrinule da prije bitke sva trava bude pokošena i žbunje sasječeno, kako bi se mogli boriti na brisanom prostoru prsa o prsa, što je njima odgovaralo dok su partizani više navikli na gerilsku borbu, odnosno napade iz busije i brzo povlačenje. Obrambene postrojbe puštale su partizane na nekoliko desetaka metara, a zatim bi otvorili paljbu i nanosili im strašne gubitke. Preživjeli sudionik, ustaša Marko Marić, svjedoči kako bi se partizani dali u paničan bijeg kad bi ustaše iz rovova krenuli na njih s povicima: Naprijed braćo, Za dom spremni, hvataj žive!
Na Vlašku Malu će se skoro mjesec dana smjenjivati partizanski napadi, ali linija bojišnice se neće pomaknuti ni metra. Zapovjedništvo zapadne crte obrane preuzima Ivan Čalušić, a Petar Rajkovačić dijeli svoje postrojbe na četiri voda kojima se priključuje i Novačka satnija pod zapovjedništvom Nikole Šanjića. Borbe su nemilosrdne. O tome partizani pišu: Borbe od 19. do 28. aprila bišu (bijahu) žestoke, uz stalne juriše na ustaška utvrđenja. Iako su u njima učestovale jedinice navikle na same pobjede (26. Srpska i nepotpuna 27. divizija) očajnički otpor ustaša bio je vrlo uporan. Naših izbačenih iz stroja bio je 630, među njima Spaso Mičić, zapovjednik 16. brigade 27. divizije. Ustaše su ovoj brigadi uništile cijeli jedan bataljon. Borilo se samim jurišima i kontrajurišima, prsa o prsa, ogorčeno… osim manjih dijelova 12. ustaške divizije, Odžak su branili sve samo domaći ustaše i zato su bili mnogo opasniji od Nijemaca.»
Dne 4. svibnja jurišaju tri brigade Miloša Zekića, ali su prisiljene na povlačenje; 14. brigada je predvečer uspjela doprijeti do mosta na kanalu i u zoru udariti na Vlašku Malu, a 16. brigada nadirala je od Potočana- "ali su ustaše odmah uzvratile protivnapadom i izbacile brigadu čak iz Potočana, tako da je morala da otstupa prema Lipi".
Tih dana Ivo Rajkovačić, Petrov stariji brat, za vrijeme obilaska položaja s još dvojicom časnika (Jakov Pušelja i Ivica Knežević) upada u partizansku zasjedu na njivi Andrićki u Žabarima i pada pokošen strojničkom vatrom.
Dana 8. svibnja, na dan kapitulacije Njemačke, dok je glavnina Hrvatskih oružanih snaga već napustila Hrvatsku i kreće se prema Austriji, 5.000 partizana uspijeva se probiti do Vlaške Male koju brani Petar Rajkovačić s nekoliko stotina ustaša.
Taj partizanski napad na Vlašku Malu bio je izuzetno jak. Međutim, ustaše su preko noći dobile pojačanje iz Pruda. Kada su se partizani u jurišu ponovo primakli prvim crtama obrane Vlaške Male ustaše su iskočile iz rovova i zaklona i jurišem natjerali partizane u bezglavo povlačenje i paničnu bježaniju. Tu su ih ustaše odbacile do sela Vrbovca. Iz tog sela zapovjednik 14. brigade Stevo Kovačević šalje štabu Trećeg korpusa depešu sljedećeg sadržaja:  "On je poduzeo neobuzdani juriš i izbacio naše snage iz mjesta, čak preko kanala i mosta. Tog dana mi smo ispalili 34 000 naboja. U ovim bitkama nije bilo zarobljenika; ustaše su se borile do posljednjeg čovjeka". Stevan Kovačević dalje izvještava: "Neprijatelj se očajnički bori, tako da ni stari borci tako nešta nisu još videli. Svaki ustaša mora najpre da se ubije, pa tek onda može da se osvoji neki objekt". Sljedećeg dana ustaše odbacuju brigadu do Vrbovca, a Stevo izvještava: "Nalazimo se i dalje na polaznim položajima. Posle 20 sati neprekidne borbe zauzeli smo Svilaj. Pošaljite nam municiju. Nemamo više ni metka, a nemamo više ni bilo kakva kola da pošaljemo po nju, jer su sva prevozna sredstva upotrebljena za prevoz ranjenika. 9. svibnja u neprekidnim jurišima naši borci uspjeli su da prodru kroz međuprostore, sve do sela Dubice, ali poslije podneva neprijatelj je ubacio u borbu nove, jake rezerve".

#### Dolazak zrakoplovstva i konačan pad grada
Krvave su se borbe nastavile istim intenzitetom, a štab Trećeg korpusa je poslao još jednu i to 18. brigadu iz sklopa 53. divizije, a sve s ciljem da se konačno slomi ustaški otpor. Ta 18. brigada bila je smještena na lijevoj obali Save od Slavonskog Šamca do Svilaja. Njen zadatak je bio da spriječi ustaško izvlačenje preko Save u Slavoniju. 
Generali JA Koča Popović, Ivan Gošnjak, Peko Dapčević i Kosta Nađ šalju 23. i 24. svibnja 1945. iz Beograda na Odžak dvije eskadrile najmodernijih engleskih i njemačkih zrakoplova. U njihovu napadu biva po drugi put ranjen zapovjednik obrane Petar Rajkovačić.
Birčanska i Romanijska brigada izvršile su 25. svibnja usredotočeni napad na Odžak. Poslije dva sata borbe, krvave i žestoke, uporište je bilo zauzeto. Borbe su se vodile za svaki rov, za svaku kuću. Iza ponoći počeli su juriši na posljednja uporišta u Vlaškoj Maloj i Balegovcu. U borbama tog dana bilo je 332 mrtvih ustaša. Zarobljenika nije bilo.
Vlaška Mala pala je nakon četiri sata borbe, u partizanske ruke 25. svibnja 1945. godine. Zadnje borbe vodit će se još kod Pruda na ušću Bosne u Savu, gdje su partizani nekoliko puta forsirali rijeku Bosnu, ali su u njoj mnogi i ostali. Padom Pruda oslobođen je i posljednji dio jugoslavenskog teritorija. Nakon 36 dana krvavih borbi, završena i posljednja bitka već službeno završenog Drugog svjetskog rata u Europi.

## Nakon bitke

### Proboj
Jedna grupa od oko 170 ustaša koji su se zatekli u Vlaškoj Mali uvidjevši da im se bliže posljednji trenuci odlučili su pokušati očajnički proboj. U noći s 24 na 25.svibnja udarili su kao grom na 14. brigadu zapovjednika Steve Kovačevića tako snažno da su odmah probili partizanske linije i našli se partizanima iza leđa. Mnogi ustaše iz te grupe su se tako spasili, a među njima su bili Pavelićevi vitezovi pukovnik Ibrahim Pjanić i pukovnik Avdaga Hasić. To je za partizane bila golema sramota, jer je šaka ustaša probila položaje čitave 14. brigade i pri tome proboju nanijela velike žrtve partizanima, a ostale natjerala u paničan bijeg. To što se dogodilo elitnoj 14. brigadi i njenom zapovjedniku, kasnijem pukovniku, a na kraju jedva generalu JNA (dobio čin generala pred odlazak u mirovinu), Stevi Kovačeviću nije mu bilo zaboravilo i oprostilo komunističko vodstvo.

### Odlazak u šumu
No ni nakon bitke otpor nije prestao: u šumama je ostala skupina od posljednjih tridesetak odžačkih branitelja koja se nije htjela predati. Oni su kao križari djelovali do početka 1947., kada će ih izdati jedan ubačeni doušnik. Juro Sebešić, posljednji iz te skupine, poginuo je u proljeće 1947. godine kao zadnji vojnik odžačke obrane. Ivan Čalušić također se uspio probiti iz partizanskog obruča i povući se u brda Vučjaka gdje je djelovao sa svojom križarskom skupinom. Obolio je od tifusa i vratio se kući gdje se je potajno liječio. Izdajom je uhvaćen, 1947. osuđen na smrt i pogubljen u Tuzli. Obitelj nikada nije dobila pokojnikovo tijelo. Kakva je bila sudbina Petra Baje Rajkovačića nije posve sigurno. Pretpostavlja se da je bio u skupini koja je probila partizanski obruč. Postoje dvije inačice o događajima nakon proboja. Najvjerodostojnija govori o njegovom oproštaju s preživjelim suborcima i samoubojstvu, druga inačica govori da je uspio prebjeći u inozemstvo te da ja navodno viđen u Španjolskoj, godinama nakon rata.

### Partizanska osveta
Partizani su nakon ulaska u Odžak počinili mnoge zločine. Poubijali su sve koje su zatekli u prudskoj bolnici (80 ranjenika i 4 bolničara). Tu se danas nalazi zajednička grobnica poznata pod nazivom Nujića Bašča u Vlaškoj Maloj, koja je za Hrvate bila simbol dolaska partizanske "slobode" na području posavske regije. Vršena su masovna strijeljanja zarobljenika i civila (naročito muškaraca iznad 15 godina), a opljačkano je sve što se opljačkati dalo. Dvjestotinjak boraca Garevačke bojne (jedini koji su se predali) odvedeno je u zidanu štalu seljaka Pere Burića. Tu su nekoliko dana gladovali i žeđali, da bi potom bili odvedeni u šumu Garevac i tamo jedan po jedan poubijani. U gradu su ostale same udovice, a muškaraca osim djece gotovo da nije ni bilo. Samo je u Pećniku ostalo 360 udovica. Svi sudionici (Hrvati) s prostora Odžaka koji su pohađali Višu gimnaziju u Gradačcu neposredno poslije rata, bili su bez oca. Prema matičnim knjigama odžačkih župa, tada je poginulo oko 2.500 ljudi. Partizanski gubitci se računaju na nekoliko puta više, a samo "prvoboraca" poginulo je 1100.

## Zanimljivosti
- Odnos ustaških i partizanskih snaga bio je isti kao u bitci za Koprivnicu 1944.

### U tisku
Srpske novine NIN u broju od 1. lipnja 1975. pišu: 
"U trenucima kada je u Berlinu Hitler već potegao pištolj da ubije Evu Braun, u času kada su naše trupe ulazile u oslobođeni Zagreb, a bataljoni Korpusa narodne odbrane Jugoslavije energično se obračunavali s ostacima četničkih i ustaških snaga širom zemlje, na ušću Bosne u Savu tek su počele da se rasplamsavaju prave bitke. Ovde je tek počinjao rat, s mnogo poginulih na obema stranama. Trajat će sve do 25. maja 1945. godine - čitavih šesnaest dana posle završetka Drugog svetskog rata. Borbe vođene od 16. do 18. aprila bile su žestoke, uz stalne juriše na ustaška utvrđenja. Iako su u njima s partizanske strane sudelovale jedinice navikle samo na pobede - 25. srpska divizija i 27.divizija, očajnički otpor ustaša bio je veoma uporan." 
O ovom sukobu se naširoko pisalo u knjigama:
- Vukosavljević, Mladen; Karasijević, Drago: 53. SREDNJOBOSANSKA NOU DIVIZIJA. Izdato 1969. u Sarajevu.
- Đonlagić, Ahmet; Kazazović, Ćamil: ŠESNAESTA MUSLIMANSKA NOU BRIGADA. Izdato 1981. u Sarajevu.
- Ðonlagić, Ahmet: 27. ISTOČNOBOSANSKA DIVIZIJA. Izdato 1983. u Beogradu.
- Samardžija, Stevo: 14. SREDNJOBOSANSKA NOU BRIGADA. Izdato 1983. u Banja Luci.